# Rosemary Kyburz
Rosemary Annette Kyburz (* 16. April 1944 in Sydney) ist eine australische Politikerin. Sie war von 1974 bis 1983 Mitglied des Parlaments von Queensland als Vertreterin der Liberal Party of Australia für Salisbury.
Kyburz war eine bekannte Unterstützerin feministischer Anliegen in der Politik des Bundesstaats Queensland der 1970er Jahre. Sie und ihr Ehemann verloren ihre Sitze, als die Liberal Party 1983 einen drastischen Einbruch erlitt.
Kyburz wurde als Rosemary Annette Plim in Sydney geboren und trägt den Namen ihres ersten Ehemannes Rolf Kyburz, den sie in Argentinien heiratete. Kyburz verheiratete sich in ihrer Zeit als Parlamentsmitglied mit dem Politiker Rob Akers. Dies war das erste Mal, dass sich in Australien amtierende Parlamentsmitglieder miteinander verheirateten; zudem wurde Kyburz Mutter des ersten Kindes einer amtierenden Parlamentarierin. Sie hat zwei Söhne.